# Cheery Zahau
Cheery ou Cherry Zahau (en birman : ချယ်ရီဇာဟောင်), Tuan Cer Sung de son nom de naissance, née à Kalaymyo, dans la région de Sagaing en Birmanie, en 1981, est une militante des droits humains du peuple Chin, militante du droit des femmes, féministe, femme politique, et écrivaine pour le développement et la paix en Birmanie, également basée en Inde et en Thaïlande.
Elle a témoigné devant les Nations unies, le Parlement britannique, le Congrès des États-Unis et a participé à différentes instances et commissions des Nations unies. Elle est la fondatrice et dirigeante de la Ligue des femmes du Pays Chin,,,.

## Biographie

### Jeunesse et éducation
Cheery Zahau est née en 1981 à Kalaymyo, dans la région de Sagaing, de parents d'origine Chin. Elle a effectué d'abord ses études au lycée de sa ville natale, Kalaymyo , et elle a ensuite fui en Inde où elle a continué à étudier au lycée. Elle poursuit ses études de premier cycle à distance à l'Open Learning de l'Université Thompson Rivers et a étudié pendant un an pour obtenir un diplôme d'études supérieures à l'Institute of Human Rights and Peace Studies, à l'université Mahidol. Cheery Zahau vit actuellement entre Falam dans l'État de Chin et Rangoun. Elle est mère de deux enfants, une fille et un fils.

### Carrière et militantisme
Cheery Zahau a quitté la Birmanie en 1999 à l'âge de 17 ans et pour s'installer en Inde. Elle y a rejoint le groupe de femmes Chin opérant dans le Mizoram, le long de la frontière indo-birmane. Elle a commencé à faire du bénévolat avec la Chin Women Organization, à la frontière indo-birmane à partir de 1999, enseignant le chin et la langue birmane aux enfants Chin qui sont nés ou ont grandi dans le Mizoram. Ensuite, elle a continué à faire du bénévolat avec cet organisme, avec de petites activités de collecte de fonds en vendant des ustensiles de cuisine, en allant de maison en maison là où vivent les Chin. Les gens étaient touchés de ce que faisaient ces filles énergiques,.
En 2003, elle était stagiaire à la Central Chin Women Organization et elle aidait à publier un bulletin trimestriel « Rih Lasi » qui présentait des articles et des histoires écrites par des femmes dans différents dialectes Chin. Elle s'occupait aussi d'organiser un échange mensuel entre des femmes, et effectuait divers travaux de bureau. Elle a fondé avec succès la Ligue des femmes du Pays Chin. Elle est l'une des principales autrices du rapport « Unsafe State » avec une recherche de première main sur la violence sexuelle systémique contre les femmes Chin commise par les troupes militaires gouvernementales,.
En 2004, elle a été stagiaire avec Alternative Asean Network on Burma (Altean-Burma) qui lui a donné une chance d'explorer la situation Chin dans le Mizoram et l'État Chin. Elle a rencontré des dirigeants politiques de Birmanie et d'autres pays. En 2007, elle a pris la parole au Parlement britannique avec d'autres délégués Chin, c'était la première fois que des militants politiques Chin s'adressaient au Parlement britannique. Au cours de ce voyage, elle a rencontré une vingtaine de parlementaires britanniques, de l'Union européenne, des hauts fonctionnaires du département d'État. Il a été organisé par Christian Solidarity Worldwide et Humanitarian Aid Relief Trust (HART). Elle a coordonné deux rapports majeurs à l'UN UPR, à la Convention relative aux droits de l'enfant et a contribué aux rapports de la Convention sur l'élimination de toutes les formes de discrimination à l'égard des femmes de l'ONU (CEDAW). Elle a témoigné devant les Nations unies, le Parlement britannique, l'audience du Congrès des États-Unis et d'autres gouvernements sur la situation des droits de l'homme dans l'État de Chin et en Birmanie,,,,.
Cheery Zahau a déménagé à Chiang Mai, en Thaïlande, où elle a commencé à travailler comme assistante d'avocat à l'Institut d'éducation aux droits de l'homme de Birmanie, en se concentrant sur le Conseil des droits de l'homme des Nations unies, la Convention relative aux droits de l'enfant et le processus des droits de l'homme de l'ASEAN. Elle est également membre du conseil d'administration du Réseau pour la documentation des droits de l'homme en Birmanie et poursuit un diplôme d'études supérieures en relations internationales,,.
Elle a reçu le prix Chin Person of the Year 2011 décerné par le peuple Chin. Le magazine Irrawaddy l'a classée comme l'une des Burma's News Makers 2011. Elle a formé des centaines de personnes aux droits humains et aux droits des femmes. Elle est également l'auteur de plusieurs rapports de recherche qualitative sur l'accès des femmes à la justice dans le système juridique pluriel en Birmanie, les droits des LGBT et l'état de droit, l'évaluation du mouvement des jeunes, la sécurité et la paix des femmes, la violence sexuelle et le viol de mineurs, les prestations de services en Birmanie, entre autres. Elle donne une formation et une éducation aux droits humains et aux droits humains des femmes,.
Cheery Zahau est directrice du programme de pays (Myanmar) à l'Institut Project 2049 et également Représentante à la Commission des droits de l'homme des Nations unies pour les personnes concernées au Myanmar.
En 2012, elle est retournée au Myanmar et a commencé à diriger un mouvement politique et démocratique. Elle est l'une des cinq candidates du Parti progressiste Chin (CPP). Lors des élections législatives birmanes de 2015, elle se présente pour le siège de la Chambre des représentants de la circonscription du canton de Falam, dans l'État de Chin, mais perd face à Salai Ranbai, un candidat du parti de la Ligue nationale pour la démocratie.

### Récompenses
Elle reçoit le prix Schuman des droits de l'homme 2018 de la délégation de l'Union européenne au Myanmar et le prix N-Peace Award 2017 du PNUD.